# Jatiya Rakkhi Bahini
Jatiya Rakkhi Bahini (em bengali:  জাতীয় রক্ষী বাহিনী Yātīy.a Rakṣī Bāhinī) (Força de Segurança Nacional)  foi uma força paramilitar de elite formada em 8 de fevereiro de 1972 pelo governo liderado por Sheikh Mujibur Rahman por uma ordem comumente conhecida como Jatiyo Rakkhi Bahini Act, 1972 após a Guerra de Libertação de Bangladesh.
Inicialmente formada para conter a insurgência e manter a lei e a ordem, a força envolveu-se em numerosas acusações de abuso dos direitos humanos, incluindo assassinatos políticos, fuzilamentos por esquadrões da morte, desaparecimentos forçados e estupros. Era visto como o braço armado do partido governante Liga Awami e fez um juramento de lealdade a Sheikh Mujibur Rahman.
O Rakkhi Bahini foi condenado por muitos acadêmicos e jornalistas, incluindo Ghulam Murshid, que o comparou com a Gestapo, e Anthony Mascarenhas, que afirmou que era uma "gangue de bandidos um pouco diferente dos camisas pardas nazistas". A Human Rights Watch afirma que a violência institucionalizada cometida pelo Jatiya Rakkhi Bahini, estabeleceu a cultura de impunidade com a qual as forças de segurança no Bangladesh independente continuam a abusar dos direitos humanos. Os comentaristas pró-Liga Awami rejeitam as acusações como "mitos".